# Cybianthus gracillimus
Cybianthus gracillimus är en viveväxtart som först beskrevs av Johannes Eugen ius Bülow Warming, och fick sitt nu gällande namn av Carl Christian Mez. Cybianthus gracillimus ingår i släktet Cybianthus, och familjen viveväxter. Inga underarter finns listade i Catalogue of Life.